# Chimarikos
Els chimariko eren uns amerindis de Califòrnia que vivien principalment en una secció de 20 milles al llarg del canó al riu Trinity al comtat de Trinity al nord-oest de Califòrnia.

## Història
Originàriament eren caçadors-recol·lectors, els chimariko possiblement foren els primers habitants de la regió. Tenien bones relacions amb els wintus i eren enemics dels hupa, un poble atapascà meridional.
Els caçadors de pells no nadius van entrar per primera vegada al territori chimariko en 1820, seguits dels miners i dels colons en la dècada de 1850. Els chimariko es van veure profundament afectats per les pràctiques destructives dels cercadors d'or durant la febre de l'or de Califòrnia durant la dècada de 1850. Una de les principals qüestions en joc la caiguda de la població de salmó que era la principal font d'aliment dels chimariko. En la dècada de 1860 el conflicte entre chimarikos i miners blancs conduir a l'extinció gairebé total de tota la població. Els chimarikos supervivents van fugir a viure amb els Hupa i shasta.

## Llengua
Els chimarikos parlen el chimariko, una llengua Hoka septentrional. La llengua es troba actualment extingida. La llengua probablement es van extingir en algun moment de la dècada de 1930. És àmpliament documentada en les notes de camp no publicades que John Peabody Harrington obtingué de l'última parlant, Sally Noble, en la dècada de 1920.

## Població
Les estimacions per a les poblacions del pre -contacte de la majoria dels grups nadius a Califòrnia han variat substancialment. Alfred L. Kroeber va proposar que la població chimariko en 1770, juntament amb els de Riu New, i els grups Konomihu i Okwanuchu dels shasta, havia estat d'uns 1.000. Específicament per als chimariko, va estimar una població de 250 en 1849. Shirley Silver (1978:205) va posar la població aborigen a "només uns pocs centenars". Altres estimacions indiquen que hi havia 250 chimarikos en els segles XVIII i principis del XIX, baixant a 200 el 1852, 20 el 1880 i cap en 1900.